# Sint-Franciscus-Xaveriuskerk (Amersfoort)
De Sint-Franciscus-Xaveriuskerk is een kerkgebouw aan 't Zand in Amersfoort, het gebouw en de geloofsgemeenschap maken deel uit van de rooms-katholieke parochie Onze Lieve Vrouw van Amersfoort.

Wilhelmus Franciscus Nicolaus van Rootselaar (1834 - 1900), de eerste gemeentearchivaris van Amersfoort, en de oprichter van de Oudheidkundige Vereniging Flehite was er van 1875 tot 1892 kapelaan.

## Ontstaansgeschiedenis
Na de Reformatie werd de publieke katholieke eredienst in Amersfoort verboden. Er ontstonden schuilkerken die bediend werden door religieuzen, onder wie de jezuïeten. Een van de jezuïetenstaties droeg de naam van een gecanoniseerde jezuïet van het eerste uur, Sint-Franciscus Xaverius. In de loop der tijd versoepelde het beleid ten aanzien van de katholieken. Toen in 1715 de kerk van Sint-Franciscus Xaverius in vlammen opging, mocht men een meer zichtbare kerk bouwen. Deze kerk werd gebouwd aan 't Zand, op de plaats van het huidige kerkgebouw.
Met de omwentelingen van de Bataafse Republiek en de grondwet van 1815 werden alle kerkgenootschappen voor de wet gelijk verklaard. Daarenboven kwam er een rijksdepartement voor de eredienst. Dit maakte de oprichting van zichtbare kerken mogelijk. In 1817 werd de nieuwe kerk van Teunis Wittenberg, stadsarchitect van Zutphen, ingewijd.
In 1963 fuseerde de parochie met die van de Onze Lieve Vrouwe Hemelvaart die gevestigd was in de nabijgelegen Elleboogkerk. Laatstgenoemd kerkgebouw werd toen aan de eredienst onttrokken. Het Mariabeeldje, dat in bruikleen was gegeven voor de Vrouwevaart, verhuisde mee. Van 1972 tot 1993 was het Omroeppastoraat verbonden aan de parochie. In 2010 fuseerde de parochie met die van de zes overige in Amersfoort, Hoogland en Hooglanderveen tot de Parochie Onze Lieve Vrouw van Amersfoort. Om de kerk in de huidige tijd meer multi-functioneel te maken werden in 2018 de klassieke kerkbanken vervangen door stoelen.

## Karakter
De kerk heeft een neoclassicistisch uiterlijk. Het is een van de eerste Nederlandse katholieke kerken in deze stijl.

Hoewel de term Waterstaatskerk op deze kerk niet van toepassing is, omdat het bouwen van katholieke kerken pas vanaf 1824 onder het toezicht van Rijkswaterstaat kwam, heeft de kerk qua uiterlijk veel kenmerken die men bij veel vroege waterstaatskerken aantreft.